# 天鶴座ξ
天鶴座ξ，又名CD-4114550，HD 204783、SAO 230726、HR 8229，是天鶴座的一颗恒星，视星等为5.29，位于銀經0.56，銀緯-47.08，其B1900.0坐标为赤經21h 25m 46.1s，赤緯-41° -47.08′ 12″。